# Gyrus occipitalis inferior
De gyrus occipitalis inferior is een hersenwinding van de occipitale kwab van de grote hersenen. 